# Ciliatocardium ciliatum
Ciliatocardium ciliatum is een tweekleppigensoort uit de familie van de Cardiidae. De wetenschappelijke naam van de soort is voor het eerst geldig gepubliceerd in 1780 door Fabricius.